# ウォーク・ライト・バック
「ウォーク・ライト・バック」（Walk Right Back）は、エヴァリー・ブラザーズが1961年に発表した楽曲。

## 概要
作詞作曲はソニー・カーティス。発売当初は「エボニー・アイズ（Ebony Eyes）」のB面曲であったが、ほどなくしてA面に入れ替わった。
1961年4月1日付のビルボード・Hot 100で7位を記録した。全英シングルチャートでは3週にわたって「エボニー・アイズ」と共に1位を記録した。1962年発売のアルバム『The Golden Hits of The Everly Brothers』に収録された。

## 主なカバー・バージョン
- ボビー・ヴィー&ザ・ベンチャーズ - 1963年のアルバム『Bobby Vee Meets The Ventures』に収録[3]。
- ソニー・カーティス - 1968年のアルバム『The 1st of Sonny Curtis』でセルフ・カバー。
- ボビー・ジェントリー&グレン・キャンベル - 1969年のシングル「夢を見るだけ」のB面[4]。
- ブライアン・ハイランド - 1969年のアルバム『Tragedy / A Million to One』に収録。
- アン・マレー - 1978年のシングル。カナダのカントリー・チャートで2位、ビルボードのカントリー・チャートで4位を記録した。
- マッド - 1978年のアルバム『Rock On』に収録。
- ナンシー・グリフィス - 1998年のアルバム『Other Voices, Too (A Trip Back to Bountiful)』に収録。
- 竹内まりや - 2003年のアルバム『Longtime Favorites』に収録。山下達郎とのデュエット。